# Tucker Carlson
Tucker Swanson McNear Carlson (n. 16 mai 1969, California, SUA) este un comentator politic american conservator care găzduia emisiunea politică de noapte Tucker Carlson Tonight pe Fox News din noiembrie 2016 până în 2023, 24 aprilie, când a fost dat afară. Carlson a devenit jurnalist în anii 1990, scriind pentru revista The Weekly Standard și altele. El a fost un comentator pentru CNN din 2000 până în 2005, de asemenea, în calitate de co-gazdă al Crossfire. Carlson a găzduit apoi programul de noapte Tucker pe MSNBC din 2005 până în 2008. Este un analist politic pentru Fox News începând cu 2009. În 2010, Carlson a co-fondat și servit ca redactor-șef inițial al site-ului de știri și opinii conservatoare The Daily Caller.
Carlson a scris două cărți: Politicians, Partisans and Parasites: My Adventures in Cable News („Politicieni, Partizani și Paraziți: «Aventurile mele în Știri de cablu»”) în 2003 și Ship of Fools: How a Selfish Ruling Class is Bringing America to the Brink of Revolution („Nava nebunilor: «Cum o clasă egoistă conduce America în pragul Revoluției»”) în 2018.

## Carieră

### Fox News
În mai 2009, Fox News a anunțat că Carlson a fost angajat ca contributor al Fox News. El a fost un oaspete frecvent în cadrul show-ului de satire al lui Fox, Red Eye cu Greg Gutfeld, care a facut apariții frecvente pe segmentul All-Star Panel din The Special Report cu Bret Baier, care a fost un substitutor al Hannity în absența lui Sean Hannity, precum și a produs o ediție specială intitulată „Lupta pentru mintea copiilor noștri”.
În martie 2013, s-a anunțat că Carlson va găzdui edițiile de weekend ale emisiunii Fox & Friends; el fiind un contributor și gazdă frecventă în cadrul programului. El l-a înlocuit pe Dave Briggs, care a părăsit postul de știri pentru a se alatura rețelei NBC Sports Network în ianuarie 2013. Începând cu luna aprilie, Carlson a aderat co-gazdelor Alisyn Camerota și Clayton Morris în Saturday and Sunday mornings.

#### Tucker Carlson Tonight
Pe 14 noiembrie 2016, Carlson a început să găzduiască show-ul Tucker Carlson Tonight pe Fox News. Programa a fost creat pentru a înlocui emisiunea On the Record. Emisiunea a debutat drept „cea mai vizionată emisiune de televiziune al anului din intervalul de timp”. Episodul de premieră al programului, a fost de văzut cu 3,7 milioane, fiind evaluat mai mult decât edițiile anterioare ale On the Record.
Inițial, Tucker Carlson Tonight a fost difuzat la ora 19:00 ET, în fiecare săptămână până la 9 ianuarie 2017, când show-ul lui Carlson la înlocuit pe al lui Megyn Kelly la ora 21:00 ET., după ce ultima a părăsit Fox News. În ianuarie 2017, Forbes a raportat că spectacolul „a obținut un rating constant ridicat, cu o medie de 2,8 milioane de spectatori pe timp noapte” și că a fost clasat ca cel de-al doilea program de știri prin cablu în spatele lui The O'Reilly Factor în decembrie 2016. În martie 2017, Tucker Carlson Tonight a fost cel mai vizionat program de cablu în intervalul de timp de la ora 21:00 ET.
La 19 aprilie 2017, a fost anunțat că Tucker Carlson Tonight va fi difuzat la ora 20:00 ET, în urma anulării emisiunii The O'Reilly Factor. Tucker Carlson Tonight a fost cea de-a treia cea mai bine-evaluată emisiune de știri prin cablu în martie 2018.
În octombrie 2018, Tucker Carlson Tonight a fost cea de-a doua cea mai bine cotată programă de știri prin cablu, în timp real, după Hannity, difuzat l-a fel, pe Fox News, cu 3,2 milioane de telespectatori pe timp de noapte. Până în ianuarie 2019, a scăzut la a treia poziție cu 2,8 milioane de spectatori de seară, în scădere cu 6% față de anul precedent.

### The Daily Caller
La 11 ianuarie 2010, Carlson și fostul vicepreședinte Dick Cheney, asistați de Neil Patel au lansat un site de știri politice cu titlul The Daily Caller. Carlson a fost redactor-sef și, ocazional, a scris opinii alături de Patel. Site-ul a fost finanțat de activistul conservator Foster Freiss. Către februarie, The Daily Caller a făcut parte deja din biroul de presă al Casei Albe.
Într-un interviu acordat lui Politico, Carlson a menționat că The Daily Caller nu ar fi fost legat de ideologie, ci mai degrabă va prezenta „istoriile de importanță”. Într-un articol din Washington Post, Carlson a adăugat: „Noi nu aplicăm nici un fel de ortodoxie ideologică asupra nimănui”.